# Старовишнівецька сільська рада
Старовишніве́цька сільська́ ра́да — адміністративно-територіальна одиниця та орган місцевого самоврядування у Збаразькому районі Тернопільської області. Адміністративний центр — село Старий Вишнівець.

## Загальні відомості
Старовишнівецька сільська рада утворена в 1940 році.
- Територія ради: 36,72 км²
- Населення ради: 2 970 осіб (станом на 2001 рік)
- Територією ради протікає річка Горинь

## Населені пункти
Сільській раді підпорядковані населені пункти:
- с. Старий Вишнівець
- с. Кинахівці
- с. Мишківці
- с. Поляни
- с. Федьківці

## Склад ради
Рада складається з 18 депутатів та голови.
- Голова ради: Головатюк Володимир Васильович
- Секретар ради: Король Валерій Васильович

### Керівний склад попередніх скликань
| Прізвище, ім'я, по батькові    | Основні відомості                                                 | Дата обрання | Дата звільнення |
| ------------------------------ | ----------------------------------------------------------------- | ------------ | --------------- |
| Головатюк Володимир Васильович | Сільський голова, 1962 року народження, освіта вища, безпартійний | 26.03.2006   | 31.10.2010      |
| Головатюк Володимир Васильович | Сільський голова, 1962 року народження, освіта вища, безпартійний | 31.10.2010   |                 |

Примітка: таблиця складена за даними сайту Верховної Ради України

### Депутати
За результатами місцевих виборів 2010 року депутатами ради стали:

#### За суб'єктами висування
| Суб'єкт висування | Кількість обраних депутатів | %   |
| ----------------- | --------------------------- | --- |
| Самовисування     | 18                          | 100 |

#### За округами
| № округу | Прізвище, ім'я, по батькові        | Дата визнання обраним | Освіта  | Партійна приналежність | Відомості про обраного депутата |
| -------- | ---------------------------------- | --------------------- | ------- | ---------------------- | ------------------------------- |
| 1        | Домбровський Олександр Мефодійович | 01.11.2010            | середня | позапартійний          | тимчасово не працює             |
| 2        | Приймак Тетяна Анатоліївна         | 01.11.2010            | середня | позапартійна           | фельдшерсько-акушерський пункт  |
| 3        | Король Валерій Васильович          | 01.11.2010            | вища    | позапартійний          | Сільська рада, секретар         |
| 4        | Головатюк Олег Лікандрович         | 01.11.2010            | середня | позапартійний          | фельдшерсько-акушерський пункт  |
| 5        | Делімарський Сергій Олександрович  | 01.11.2010            | середня | позапартійний          | тимчасово не працює             |
| 6        | Господарисько Ярослав Миколайович  | 01.11.2010            | середня | позапартійний          | тимчасово не працює             |
| 7        | Мусій Олег Васильович              | 01.11.2010            | вища    | позапартійний          | загальноосвітня школа, вчитель  |
| 8        | Фещук Ірина Степанівна             | 01.11.2010            | середня | позапартійна           | тимчасово не працює             |
| 9        | Рись Віталій Клавдійович           | 01.11.2010            | вища    | позапартійний          | Сільська рада, землевпорядник   |
| 10       | Борсук Михайло Константинович      | 01.11.2010            | вища    | позапартійний          | загальноосвітня школа, вчитель  |
| 11       | Кукуруза Ірина Володимирівна       | 01.11.2010            | середня | позапартійна           | тимчасово не працює             |
| 12       | Волинець Марія Миколаївна          | 01.11.2010            | вища    | позапартійна           | Сільська рада, друкарка         |
| 13       | Дробик Василь Ростиславович        | 01.11.2010            | середня | позапартійний          | приватний підприємець           |
| 14       | Коваль Марія Олександрівна         | 01.11.2010            | середня | позапартійна           | приватний підприємець           |
| 15       | Великоцький Валентин Миколайович   | 01.11.2010            | середня | позапартійний          | тимчасово не працює             |
| 16       | Тивонюк Степан Федорович           | 01.11.2010            | середня | позапартійний          | тимчасово не працює             |
| 17       | Ганжа Зоя Кузьмівна                | 01.11.2010            | середня | позапартійна           | тимчасово не працює             |
| 18       | Волинець Василь Семенович          | 01.11.2010            | середня | позапартійний          | тимчасово не працює             |